# 長上線
長上線（チャンサンせん）は、朝鮮民主主義人民共和国平安南道徳川市にある郷元駅から長上駅までを結ぶ鉄道路線である。

## 路線データ
- 路線距離：郷元～長上間1.9km
- 駅数：2（両端駅を含む）
- 軌間：1435mm
- 電化区間：全線（直流3000V）
- 複線区間：なし

## 概要
日本統治時代に建設された西鮮中央鉄道を原型としている。

## 駅一覧
- 駅所在地は全線平安南道徳川市内。

| 駅名   | 駅名   | 駅名      | 駅間キロ (km) | 累計キロ (km) | 接続路線             |
| 日本語 | 朝鮮語 | 英語      | 駅間キロ (km) | 累計キロ (km) | 接続路線             |
| ------ | ------ | --------- | ------------- | ------------- | -------------------- |
| 郷元駅 | 향원역 | Hyang'wŏn | 0.0           | 0.0           | 北朝鮮鉄道省：平徳線 |
| 長上駅 | 장상역 | Changsang | 1.9           | 1.9           |                      |

## 参考資料
- 国分隼人（2007年）. 『将軍様の鉄道 北朝鮮鉄道事情』, 新潮社. ISBN 9784103037316